# Síndrome del estudiante
El síndrome del estudiante es un fenómeno de la gerencia de proyectos mencionado por Eliyahu M. Goldratt, en su libro Cadena crítica que sucede cuando las personas aplazan la realización de una actividad para la cual aparentemente tienen suficiente tiempo para realizar, el pensamiento es "no hay prisa, así que empieza en el último minuto". Las personas comienzan a dedicarse seriamente a una tarea que les fue asignada solamente cuando la fecha de entrega se acerca. Más específicamente, en los primeros dos tercios del período asignado para la tarea avanzan un tercio del trabajo, y en el último tercio “aceleran” y finalizan los dos tercios restantes. Esto sucede típicamente cuando un estudiante está preparando un examen, de ahí el nombre.

## Concepto
El síndrome del estudiante es una forma de procrastinación, que por lo general incluye más de un plan de actuación y las intenciones de fondo son buenas y sinceras. Por ejemplo, si un estudiante (o grupo de estudiantes) se dirige a un profesor para pedirle una prórroga para algún trabajo, por lo general defenderá su solicitud sobre la base de las mejoras que sufrirá su proyecto al poder dedicarle más tiempo, con intenciones sinceras. En realidad la mayoría de los estudiantes tienen otras tareas añadidas en el momento en que tienen la firme intención de comprometerse a mejorar su proyecto. Al final, a menudo terminan en la misma situación que al principio, deseando tener más tiempo a medida que se acerca el plazo y sufren nuevos retrasos. 
El síndrome del estudiante se puede explicar comprendiendo el mecanismo de la memoria humana; la memoria a corto plazo se desvanece con el tiempo, y por lo tanto el estudio intensivo (empollar) en el último momento permitirá que más cantidad de datos afloren y se recuerden durante el examen, a pesar de que esta circunstancia no favorece los mecanismos de la memoria a largo plazo, por lo que el rendimiento será significativamente inferior respecto al estudio programado que explota el repaso espaciado.

## Ley de Parkinson
El síndrome del estudiante está relacionada con la ley de Parkinson que dice que "cuanto más tiempo tienes para realizar una tarea, más tiempo tardas en completarla".